# 卡斯泰焦
卡斯泰焦（義大利語：Casteggio），是意大利帕维亚省的一个市镇。总面积17.78平方公里，人口6559人，人口密度368.9人/平方公里（2009年）。国家统计（ISTAT）代码为018037。